# Teresa Dołęga-Wrzosek
Teresa Dołęga-Wrzosek (ur. 1910) – polska „Sprawiedliwa wśród Narodów Świata”.

## Życiorys
W trakcie II wojny światowej mieszkała z córką, ojcem i ciotką we wsi Stołowicze w powiecie nowogródzkim (dziś Stalowicze w obwodzie brzeskim). Teresa pracowała we wsi jako nauczycielka, a po zajęciu tych terenów przez Niemców 27 czerwca 1941 r. pracowała w fabryce torfowiska. W międzyczasie, w 1940 r., podjęła w Baranowiczach stalinowskie studia nauczycielskie, co było spowodowane trudną sytuacją materialną. Jednocześnie zaś, stale groziło jej niebezpieczeństwo z uwagi na przynależność do polskiej, przedwojennej inteligencji, za co groziła deportacja. Mimo tych przeciwności, zaangażowała się w pomoc ludności żydowskiej. Żyd Jacob Wanger, uchodźca z Polski, był urzędnikiem w tej samej fabryce i zaprzyjaźnił się z rodziną Teresy przed inwazją niemiecką. W styczniu 1942 r., kiedy Niemcy utworzyli we wsi getto, Wanger zwrócił się do Teresy z prośbą o opiekę nad jego dziesięcioletnim synem Ryszardem. Teresa, która wcześniej dostarczyła żydowskiej nauczycielce fałszywe dokumenty tożsamości, zgodziła się na to, a także zgodziła się ukryć w swoim domu Gittl, córkę miejscowego rabina. Getto zostało zlikwidowane w maju 1942 r., kiedy Richard i Gittl przebywali w domu Teresy. W obawie, że jej dom zostanie przeszukany, Teresa przeniosła Ryszarda ze Stołowicz do domu swoich przyjaciół, rodziny katolickiej. W międzyczasie w stodole sąsiadującej z domem Teresy odnaleziono Gittla, który został zamordowany. Około dwa miesiące później rodzina katolicka poprosiła Richarda, aby opuścił ich dom, a on wrócił do Teresy. Mimo strachu Teresa przyjęła Ryszarda z powrotem do swojego domu, gdzie ukrywał się on na przemian w stodole i pod łóżkiem. Ostatecznie, ze względu na ciągły strach przed wykryciem, Teresa zabrała Richarda z wioski po tym, jak nauczyła go zachowywać się jak polskie dziecko. Richard przeżył wojnę, a później wyemigrował do Izraela. Po śmierci Teresy, która pozostała na Białorusi, utrzymywał kontakt z jej córką, Elżbietą Wrzosek.    
11 maja 1994 r. Instytut Jad Waszem uhonorował Teresę Dołęgę-Wrzosek medalem „Sprawiedliwy wśród Narodów Świata”.